# 누 버고스
누 버고스(Nu Virgos)는 우크라이나, 러시아의 3인조 걸 그룹으로, 2000년 우크라이나 키예프에서 결성되었다. 비아 그라(우크라이나어: ВИА Гра, 영어: VIA Gra)라는 이름으로도 널리 알려져 있다. 우크라이나를 대표하는 인기 걸 그룹이며, 멤버가 탈퇴할 경우 새로운 멤버를 충원하는 식으로 3인조를 현재까지 유지해왔다.
그룹 최전성기는 2003년에서 2005년으로, 당시 멤버는 나디아 메이케르(Nadiya Meikher), 베라 브레즈네바, 안나 세도코바였다.

## 음반 목록
- Popytka No. 5 (2001)
- Stop! Snyato! (2003)
- Biologiya (2004)
- Stop! Stop! Stop! (2004)
- L.M.L. (2007)